# Grains de beauté
Grains de beauté è un film del 1932 diretto da Pierre Caron sotto la supervisione di Léonce Perret. È la versione francese di un film tedesco diretto da Max Neufeld nel 1931, Opernredoute che in Italia venne distribuito con il titolo Il ventaglio della Pompadour.

## Produzione
Il film fu prodotto dalla Pathé-Natan.

## Distribuzione
Distribuito dalla Pathé-Natan, fu presentato in prima a Parigi l'8 marzo 1932.